# Colt Cargo
Colt Cargo foi uma companhia aérea de carga baseada em São Paulo, Brasil. Foi fundada em 2013 pela COLT Aviation, uma empresa de frete comercial.

## Frota
Teve as seguintes aeronaves:
| Boeing 737-400SF | 2 | 0 |  |  |  |  |
| Boeing 757-200SF | 1 | 0 |  |  |  |  |
| Total            | 3 | 0 |  |  |  |  |